# Limax

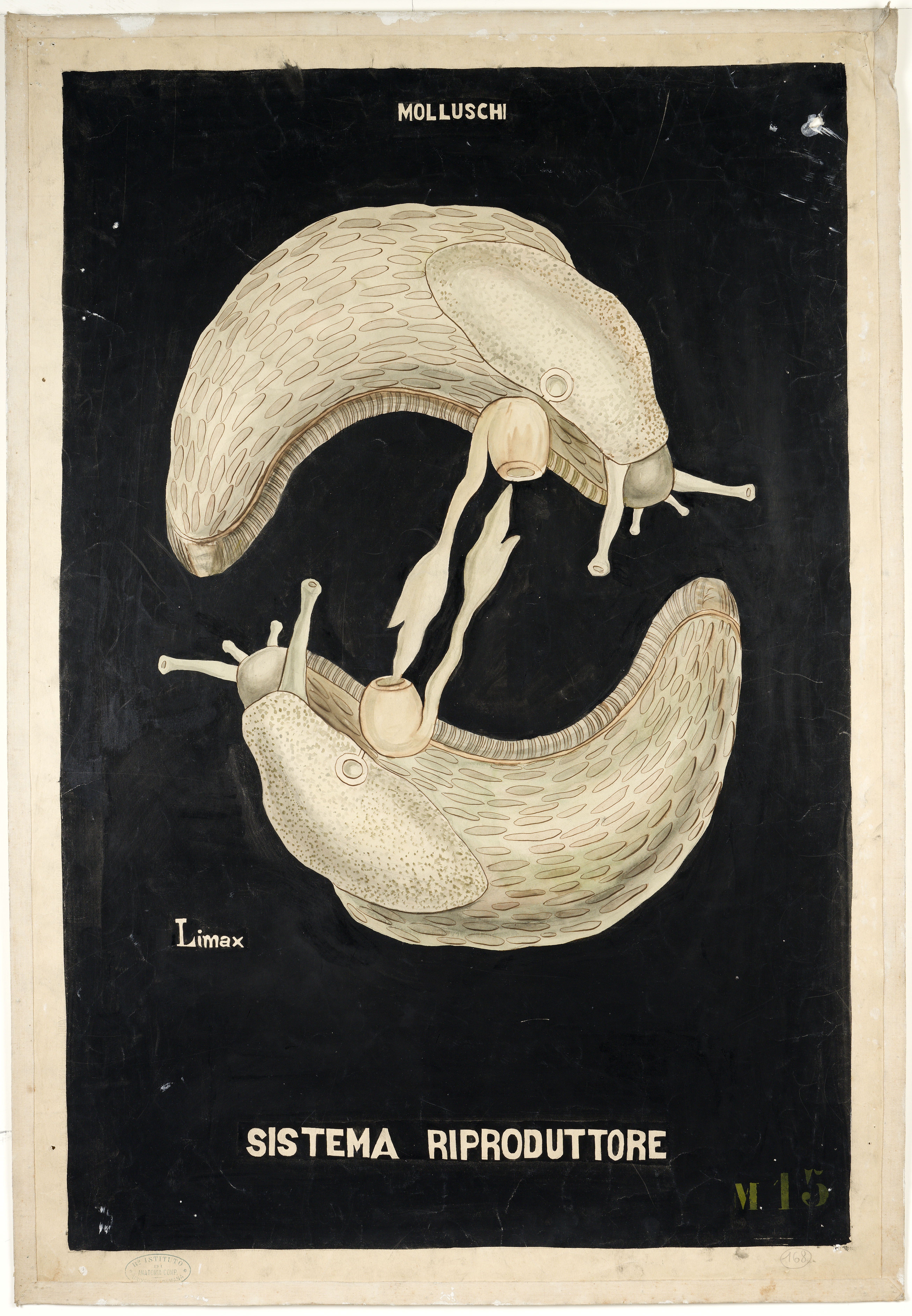
Illustrazione del sistema riproduttore del genere Limax

Limax Linnaeus, 1758 è un genere di molluschi gasteropodi terrestri privi di conchiglia, appartenente alla famiglia Limacidae.

## Tassonomia
Il genere comprende le seguenti specie:
- Limax aeolianus Giusti, 1973
- Limax albipes Dumont & Mortillet, 1853
- Limax amaliae Bettoni, 1870
- Limax bielzii Seibert, 1874
- Limax brandstetteri Falkner, 2008
- Limax camerani Lessona, 1882
- Limax canapicianus Pollonera, 1885
- Limax cephalonicus Simroth, 1886
- Limax ciminensis Pollonera, 1890
- Limax cinereoniger Wolf, 1803
- Limax conemenosi O. Boettger, 1882
- Limax corsicus Moquin-Tandon, 1855
- Limax dacampi Menegazzi, 1855
- Limax dobrogicus Grossu & Lupu, 1960
- Limax engadinensis Heynemann, 1863
- Limax erythrus Bourguignat, 1864
- Limax gerhardti Niethammer, 1937
- Limax giovannellae Falkner & Niederhöfer, 2008
- Limax giustii Falkner & Nitz, 2010
- Limax graecus Simroth, 1889
- Limax granosus Bérenguier, 1900
- Limax graziadeii Gerhardt, 1940
- Limax hemmeni Rähle, 1983
- Limax ianninii Giusti, 1973
- Limax ilvensis Falkner & Nitz, 2010
- Limax lachensis Bérenguier, 1900
- Limax maximus Linnaeus, 1758
- Limax mayae Godwin-Austen, 1914
- Limax millipunctatus Pini, 1885
- Limax monolineolatus Bettoni, 1870
- Limax monregalensis Lessona & Pollonera, 1882
- Limax polipunctatus Pollonera, 1888
- Limax punctulatus Sordelli, 1870
- Limax redii Gerhardt, 1933
- Limax sarnensis Heim & Nitz, 2009
- Limax satunini Simroth, 1912
- Limax senensis Pollonera, 1890
- Limax squamosus Bérenguier, 1900
- Limax strobeli Pini, 1876
- Limax subalpinus Lessona, 1880
- Limax tschapecki Simroth, 1886
- Limax veronensis Lessona & Pollonera, 1882
- Limax vizzavonensis Falkner & Nitz, 2010
- Limax wohlberedti Simroth, 1900
- Limax wolterstorffi Simroth, 1900